# Franciszek Białdyga
Franciszek Białdyga (ur. 30 grudnia 1906 r.  – zm. 15 grudnia 1959 r. w Raciborzu) – polski działacz spółdzielczy, kierownik polskich organizacji.
Od 1927 roku był kierownikiem raciborskiego gniazda Towarzystwa Gimnastycznego Sokół. Był także organizatorem wielu oddziałów Związku Polaków w Niemczech, m.in. w Turzu, Tworkowie, Bieńkowicach, Kuźni Raciborskiej i Budziskach. W latach 30. kierował spółdzielnią „Rolnik”. W czasie okupacji był prześladowany przez hitlerowców, a ostatecznie uwięziony w Buchenwaldzie. Po wojnie powrócił do Raciborza, a w 1946 roku był jednym z inicjatorów budowy Banku Ludowego wchodząc później do Rady Nadzorczej. Następnie był również prezesem Spółdzielni Wielobranżowej w Raciborzu.